# Gongistes alcander
Gongistes alcander är en insektsart som beskrevs av Ronald Gordon Fennah 1969. Gongistes alcander ingår i släktet Gongistes och familjen vedstritar. Inga underarter finns listade i Catalogue of Life.